# 吉根ゆりあのMの世界
『吉根ゆりあのMの世界』（よしねゆりあのえむのせかい　英題：Yuria Yoshine The M world）は、エンタ!959で放送されているバラエティ番組、トーク番組である。

## 番組概要
AV女優・吉根ゆりあの冠番組。2019年11月に最終回を迎えた『澁谷果歩のたわわチャレンジ』の後継番組として2019年12月に放送開始。
吉根ゆりあが『澁谷果歩のたわわチャレンジ』最終回にゲスト出演した際、MC・澁谷果歩から直にバトンタッチされた。番組コンセプトも引き継がれており、ジャンルは「巨乳バラエティ」。
2019年10月14日に初の公開収録を行い、11月16日に第1回が放送された。公開収録時には番組観覧者などを対象とした撮影会も行われている。
2021年12月4日よりU-NEXTでの配信がスタート。U-NEXT版はたわわチャレンジ最終回が第1回となるなど再編集されている。

## 出演者
MC
- 吉根ゆりあ

番組でのキャッチフレーズは「レジェンドMカップ」、「Mカップレジェンド乳」。

## おもなコーナー
- Mの軌跡

吉根ゆりあのこれまでの経歴、近況などを一人語りするコーナー。胸に関するトークの際は主観CCDカメラが使用され、胸を下から見上げるようなアングルとなる。　　
- 公開対決チャレンジ

ゲストと胸を使った対決をし、敗者には頭に巨乳を落とす「おっぱい爆弾の刑」が下るコーナー。

## 放送リスト
| 放送回 | 初回放送日      | ゲスト        | 備考                                   |
| ------ | --------------- | ------------- | -------------------------------------- |
| #1     | 2019年 11月16日 |               |                                        |
| #2     | 2020年 1月18日  | 西村ニーナ    | Jカップムッチリ乳                      |
| #3     | 2月16日         | 宝田もなみ    | Iカップインテリ乳                      |
| #4     | 3月17日         | 優梨まいな    | Gカップヴィーナス乳                    |
| #5     | 5月16日         | 麻倉ゆあ      | Kカップスフィンクス乳                  |
| #6     | 6月16日         | 優木なお      | Gカップ癒し乳                          |
| #7     | 7月19日         | 優月まりな    | Kカップハレンチ乳                      |
| #8     | 8月16日         | 優月まりな    | Kカップハレンチ乳                      |
| #9     | 9月16日         | 浜崎真緒      | Fカップロケット乳                      |
| #10    | 10月17日        | 浜崎真緒      | 未公開集                               |
| #11    | 11月16日        | [ 13 ] [ 14 ] |                                        |
| #12    | 12月16日        | 望月あやか    | Fカップ汁をかける少女                  |
| #13    | 1月16日         | 望月あやか    |                                        |
| #14    | 2月17日         | 望月あやか    |                                        |
| #15    | 3月17日         | 田中ねね      |                                        |
| #16    | 4月17日         |               |                                        |
| #17    | 5月19日         | 麻倉ゆあ      | Kカップスフィンクス乳                  |
| #18    | 6月16日         | [ 22 ] [ 23 ] |                                        |
| #19    | 7月17日         | 桃園怜奈      | Iカップス元祖レジェンド乳              |
| #20    | 8月18日         | 桃園怜奈      |                                        |
| #21    | 9月17日         | 椿りか        | Gカップ特濃乳                          |
| #22    | 2022年2月16日   | 宝田もなみ    | Iカップインテリ乳。2022年1月15日収録。 |
| #23    | 4月17日         | 三舩みすず    | Gカップ思春期乳。                      |

## スタッフ
- 制作著作：つくばテレビ→ノーマンスリー[4]